# Embajador representante permanente de España ante la Unión Europea
El Embajador Representante Permanente de España en la Unión Europea es un funcionario del Gobierno de España perteneciente a la carrera diplomática que representa al Reino de España en las instituciones de la Unión Europea y gestiona, en las mismas, los intereses de España. A estos efectos es responsable de la ejecución de las instrucciones emanadas del Gobierno, que deberán ser cursadas por el Ministerio de Asuntos Exteriores o, por delegación suya, por el secretario de Estado para la Unión Europea.

## Origen
Finalizadas las negociaciones para la adhesión de España a las Comunidades Europeas en junio de 1985 que culminó con la firma del Acta de Adhesión de España a las Comunidades Europeas en el Palacio Real de Madrid, en enero de 1986 se creó oficialmente la Representación Permanente de España ante las Comunidades Europeas, al frente de la cual se encontraba un diplomático con rango de embajador y que recibía el título de Embajador Representante Permanente de España ante las Comunidades Europeas, cargo que había sido creado en diciembre de 1985.
Con la firma del Tratado de la Unión Europea en Maastricht en 1992, las Comunidades Europeas desaparecen y se crea propiamente la actual Unión Europea, por lo que se cambia la denominación de la representación permanente a embajador representante permanente de España ante la Unión Europea en diciembre de 1995.

## Representación Permanente
La Representación Permanente depende administrativa y económicamente del Ministerio de Asuntos Exteriores a través de la Secretaría de Estado para la Unión Europea. La ley la define como «el órgano acreditado, con carácter representativo y de gestión, por el Estado español ante la Unión Europea y asegurará la presencia de España en las instituciones y órganos dependientes de la misma.»
La Representación está dirigida por el Embajador Representante Permanente. Como colaborador y suplente del embajador está el embajador representante permanente adjunto, quien es nombrado igualmente por Gobierno, a propuesta del Ministerio de Asuntos Exteriores y oída la Comisión Interministerial de Asuntos de la Unión Europea. La representación también la integra el embajador representante permanente de España en el Comité Político y de Seguridad de la Unión Europea (COPS).
Aparte de los altos cargos mencionados, la representación está compuesta por personal diplomático de menor rango tales como consejeros, secretarios de embajada y agregados, que son nombrados libremente por el ministro. El personal no diplomático es nombrado por el ministro a propuesta del departamento ministerial que lo solicite.

## Comisión Interministerial para Asuntos de la Unión Europea
Al mismo tiempo que se crea la posición de Embajador, en septiembre de 1985 se crea en el seno del Gobierno la Comisión Interministerial para Asuntos de la Unión Europea, una comisión cuyos trabajos tratan sobre coordinar la actuación de la Administración General del Estado en materias relacionadas con la Unión Europea, examinar y resolver, en su caso, los asuntos comunitarios que, afectando a más de un departamento ministerial, no requieran ser elevados a decisión de la Comisión Delegada del Gobierno para Asuntos Económicos. Si alguno de estos temas, por su trascendencia o porque algún miembro de la comisión lo solicite, deberán ser elevados a la comisión delegada.

### Miembros
La comisión interministerial está formada por:
- El secretario de Estado para la Unión Europea, que actúa como su presidente.
- El secretario de Estado de Economía y Apoyo a la Empresa, que actúa como vicepresidente primero al ser el secretario de la Comisión Delegada del Gobierno para Asuntos Económicos.[4]
- El director general de Integración y Coordinación de Asuntos Generales de la Unión Europea, que actúa como vicepresidente segundo.
- El director general de Coordinación del Mercado Interior y otras Políticas Comunitarias, que actúa como secretario.
- El director adjunto del Gabinete de la Presidencia del Gobierno.
- Los subsecretarios de los ministerios.

## Embajadores
Embajadores Representantes Permanentes de España ante las Comunidades Europeas
| Nombre                          | Fecha de disposición del real decreto de nombramiento (Fecha de publicación en el BOE) | Fecha de disposición del real decreto de cese (Fecha de publicación en el BOE) | Refs.        |
| ------------------------------- | -------------------------------------------------------------------------------------- | ------------------------------------------------------------------------------ | ------------ |
| Carlos Westendorp y Cabeza      | 27 de diciembre de 1985 (31 de diciembre de 1985)                                      | 15 de marzo de 1991 (16 de marzo de 1991)                                      | [ 5 ] [ 6 ]  |
| Camilo Barcia García-Villamil   | 22 de marzo de 1991 (28 de marzo de 1991)                                              | 22 de julio de 1994 (27 de julio de 1994)                                      | [ 7 ] [ 8 ]  |
| Francisco Javier Elorza Cavengt | 22 de julio de 1994 (27 de julio de 1994)                                              | 28 de diciembre de 1995 (29 de diciembre de 1995)                              | [ 9 ] [ 10 ] |

Embajadores representantes permanentes de España ante la Unión Europea
| Nombre                            | Fecha de disposición del real decreto de nombramiento (Fecha de publicación en el BOE) | Fecha de disposición del real decreto de cese (Fecha de publicación en el BOE) | Refs.         |
| --------------------------------- | -------------------------------------------------------------------------------------- | ------------------------------------------------------------------------------ | ------------- |
| Francisco Javier Elorza Cavengt   | 28 de diciembre de 1995 (29 de diciembre de 1995)                                      | 23 de junio de 2000 (24 de junio de 2000)                                      | [ 11 ] [ 12 ] |
| Francisco Javier Conde de Saro    | 23 de junio de 2000 (24 de junio de 2000)                                              | 6 de septiembre de 2002 (7 de septiembre de 2002)                              | [ 13 ] [ 14 ] |
| Carlos Bastarreche Sagües         | 6 de septiembre de 2002 (7 de septiembre de 2002)                                      | 17 de septiembre de 2010 (18 de septiembre de 2010)                            | [ 15 ] [ 16 ] |
| Luis Planas Puchades              | 4 de octubre de 2010 (5 de octubre de 2010)                                            | 30 de diciembre de 2011 (31 de diciembre de 2011)                              | [ 17 ] [ 18 ] |
| Alfonso María Dastis Quecedo      | 30 de diciembre de 2011 (31 de diciembre de 2011)                                      | 3 de noviembre de 2016 (4 de noviembre de 2016)                                | [ 19 ] [ 20 ] |
| Juan Pablo García-Berdoy y Cerezo | 2 de diciembre de 2016 (3 de diciembre de 2016)                                        | 20 de julio de 2021 (21 de julio de 2021)                                      | [ 21 ] [ 22 ] |
| Marcos Alonso Alonso              | 20 de julio de 2021 (21 de julio de 2021)                                              |                                                                                | [ 23 ]        |